# Полтавка (Баштанський район)
Полтавка — селище в Україні, у Вільнозапорізькій сільській громаді Баштанського району Миколаївської області. Населення становить 617 осіб. До 2020 року орган місцевого самоврядування — Новополтавська сільська рада.

## Історія
12 червня 2020 року, відповідно до розпорядження Кабінету Міністрів України, селище увійшло до складу Вільнозапорізької сільської громади Новобузького району.
17 липня 2020 року, в результаті адміністративно-територіальної реформи та ліквідації Новобузького району, селище увійшло до складу Баштанського району.

## Населення

### Мова
Розподіл населення за рідною мовою за даними перепису 2001 року:
| Мова       | Кількість | Відсоток |
| ---------- | --------- | -------- |
| українська | 561       | 90.92%   |
| російська  | 51        | 8.27%    |
| румунська  | 5         | 0.81%    |
| Усього     | 617       | 100%     |